# آن غوردون
آن غوردون (24 ديسمبر 1941 - ) (بالإنجليزية: Anne Gordon)‏ هي لاعبة كريكت أسترالية. شاركت مع منتخب أستراليا الوطني للكريكت.

## وصلات خارجية
- آن غوردون على موقع إي آس بي آن كريك إنفو (الإنجليزية)